# Yaqu Pacha
Die Gesellschaft Yaqu Pacha (gesprochen: jaku patscha) wurde 1992 in Nürnberg mit dem Ziel gegründet, die wasserlebenden Säugetiere Südamerikas zu schützen und deren Lebensräume zu erhalten. Langfristig angelegte Projekte in Südamerika stehen dabei im Mittelpunkt.
Yaqu Pacha ist eine Abwandlung des Quechua- bzw. Kichwa-Ausdrucks yaku pacha, der „Wasserwelt“ bedeutet (siehe Hydrosphäre).
Die Ziele von Yaqu Pacha sind unter anderem:
- Artenschutz
- Habitatschutz
- Freilandforschung
- Populationsbeobachtungen
- Umweltpädagogik, auch mit eigenen Lehrbüchern
- Aufklärung und Zusammenarbeit mit der einheimischen Bevölkerung
- Richtlinien für den Walbeobachtungs-Tourismus

Ab 2007 präsentierte Yaqu Pacha die Kampagne "DEADLINE – Das Meer will leben" gemeinsam mit dem Tiergarten Nürnberg, dem Zoo Duisburg, dem Aquazoo Düsseldorf, dem Delphinarium Münster im Allwetterzoo Münster, der WAZA (World Association of Zoos and Aquariums) und mares (Tauchsporthersteller). Dabei ging es um die Situation der Weltmeere: Überfischung, Verschmutzung, Unterwasserlärm, Beifangproblematik. Grundlage dieser Kampagne war eine von Boris Worm erstellte Studie, die aufzeigte, dass bis 2048 (wenn kein Umdenken stattfindet) alle gegenwärtig genutzten Fisch-, Muschel- oder Krustentiergründe kollabiert sein würden.